# Тексас Патти
Тексас Патти (Texas Patti, настоящее имя Беттина Хабиг (Bettina Habig), род. 3 января 1982 года, Мюнстер, ФРГ) — немецкая порноактриса и эротическая фотомодель.

## Биография
Тексас Патти (настоящее имя — Беттина Хабиг) родилась 3 января 1982 года на немецкой земле Северный Рейн-Вестфалия, когда та ещё являлась частью ФРГ. До того, как начать сниматься в фильмах для взрослых, она 16 лет работала помощником стоматолога. На этом этапе, параллельно с работой в стоматологической клинике, Тексас начала делать первые шаги в любительской порнографии, посещая со своим партнером сайты свингеров и загружая видео на онлайн-порталы. Когда об этом стало известно, то она потеряла работу и решила полностью посвятить себя порнобизнесу.
Профессиональный съёмки начались в 2011 году, когда Тексас было 29 лет. Снималась как для европейских, так и для американских студий: Puaka, Evil Angel, VPS, Videorama, Erotic Planet, Magma, Devil's Film, X Empire, Brazzers, Private и других.
В Германии известна как фотомодель и рекламный образ различных компаний и брендов, таких как Happy Weekend (2012) и Novum GmbH (немецкий эротический бренд с 2014 года), а также 777 Webcams и Erotic Lounge (Telekom). С 2015 года также является рекламным образом Beate-Uhse.TV.
Хотя первые съёмки происходили исключительно в Европе, с 2016 года Тексас также начинает сниматься в США, что в конечном итоге привело к номинациям на AVN Awards 2017 и 2018 годов.
В середине 2018 года сняла первый фильм на американском рынке в качестве режиссёра — Fucked in Hollywood с Джоном Стронгом, Кармен Кальенте и Лайси Свит (Lisey Sweet).
На 2018 год снялась более чем в 50 фильмах.

## Награды и номинации
| Год  | Церемония                         | Результат | Номинация                                          | Работа                     |
| ---- | --------------------------------- | --------- | -------------------------------------------------- | -------------------------- |
| 2012 | Venus Award                       | Номинация | Лучший женский дебют                               | н/д                        |
| 2012 | Miss Hot and More by Hot and More | Победа    | Самая горячая девушка года                         | н/д                        |
| 2013 | Erotic Lounge Awards              | Победа    | Приз зрительских симпатий: лучшая актриса          | н/д                        |
| 2013 | Venus Award                       | Победа    | Лучшая безопасная сексуальная сцена                | One Night in Bangcock      |
| 2014 | Erotic Lounge Awards              | Победа    | Приз зрительских симпатий: лучшая актриса          | н/д                        |
| 2015 | Erotic Lounge Awards              | Победа    | Приз зрительских симпатий: лучшая актриса          | н/д                        |
| 2015 | Venus Award                       | Победа    | Лучшая немецкая актриса                            | н/д                        |
| 2016 | Venus Award                       | Победа    | Лучшая актриса                                     | н/д                        |
| 2016 | Venus Award                       | Победа    | Лучшая международная актриса                       | н/д                        |
| 2016 | Venus Award                       | Победа    | Лучший сериал                                      | Auto, Motor, Sex           |
| 2017 | AVN Awards                        | Номинация | Приз зрительских симпатий: самая эпическая задница | н/д                        |
| 2017 | Venus Award                       | Победа    | Лучшая международная актриса                       | н/д                        |
| 2017 | Venus Award                       | Победа    | Лучший сериал                                      | Hüttenzauber               |
| 2018 | AVN Awards                        | Номинация | Приз зрительских симпатий: самая эпическая задница | н/д                        |
| 2018 | AVN Awards                        | Номинация | Приз зрительских симпатий: самая горячая MILF      | н/д                        |
| 2018 | AVN Awards                        | Номинация | Приз зрительских симпатий: лучший сайт порнозвезды | texas-patti.com            |
| 2018 | Inked Awards                      | Победа    | Лучший орал                                        | н/д                        |
| 2019 | AVN Awards                        | Номинация | Лучшая иностранная исполнительница года            | н/д                        |
| 2019 | AVN Awards                        | Номинация | Лучшая зарубежная М/Ж сцена                        | Breakfast of Sex Champions |
| 2019 | AVN Awards                        | Номинация | Приз зрительских симпатий: самая горячая MILF      | н/д                        |
| 2019 | XBIZ Award                        | Номинация | Лучшая сексуальная сцена в виртуальной реальности  | Piece of Cake              |
| 2019 | XBIZ Award                        | Номинация | Лучшая сексуальная сцена в виртуальной реальности  | Spread the Love            |

## Избранная фильмография
- Anal Craving MILFs 5,[10]
- Ass Workout 3,[11]
- Big Black Cock 3,[12]
- Chocolate Loving MILFs,[13]
- Gangbang Stars 2,[14]
- Hausfrau Holidays,[15]
- I Caught My Wife Fucking the Help! 2,[16]
- Mein Sex Tagebuch 3[17]
- Whistleblower[18].